# Klaus Kleinfeld
Klaus Kleinfeld, né le 6 novembre 1957 à Brême, est président et Chief Executive Officer de Alcoa Inc et ancien CEO de Siemens AG et devient en Octobre 2017 le président du Projet Neom en Arabie Saoudite.

## Biographie
Il est membre groupe Bilderberg.